# Herman Van de Velde
Herman Jozef Margriet Van de Velde (Gent, 13 augustus 1954) is een Belgisch ondernemer en bestuurder.

## Levensloop
Van de Velde behaalde een diploma economische wetenschappen aan de KU Leuven en een postgraduaat in business management aan het UFSIA. In de jaren 80 kwam hij samen met zijn broer Karel en hun neef Lucas Laureys aan het hoofd van lingeriefebrikant Van de Velde uit Schellebelle. Het familiebedrijf was opgericht door hun grootouders Margaretha en Achiel Van de Velde. In 2009 ontving hij de Vlerick Award.
In 2009 werd hij aangesteld als voorzitter van het VKW in opvolging van Guido Beazar. Onder zijn bestuur wijzigde de werkgeversorganisatie haar naam in ETION. Hij bleef voorzitter tot 2017 en werd opgevolgd door Dirk Vandeputte.
Van 2005 tot 2017 was Van de Velde bestuurder van koekjesproducent Lotus Bakeries.